# ISO 3166-2:SA
ISO 3166-2:SA — стандарт Международной организации по стандартизации, который определяет геокоды. Является подмножеством стандарта ISO 3166-2, относящимся к Саудовской Аравии. Стандарт охватывает 13 провинций Саудовской Аравии. Каждый геокод состоит из двух частей: кода Alpha2 по стандарту ISO 3166-1 для Саудовской Аравии — SA и дополнительного кода записанных через дефис. Дополнительный двухсимвольный код образован двухзначным числом. Геокоды провинций Саудовской Аравии являются подмножеством кодов домена верхнего уровня — SA, присвоенного Саудовской Аравии в соответствии со стандартами ISO 3166 MA.

## Геокоды Саудовской Аравии
Геокоды 13 провинций административно-территориального деления Саудовской Аравии.
| Геокод | Административная единица | Статус    |
| ------ | ------------------------ | --------- |
| SA-11  | Эль-Баха                 | провинция |
| SA-07  | Табук                    | провинция |
| SA-12  | Эль-Джауф                | провинция |
| SA-06  | Хаиль                    | провинция |
| SA-05  | Эль-Касим                | провинция |
| SA-02  | Мекка                    | провинция |
| SA-04  | Восточная                | провинция |
| SA-14  | Асир                     | провинция |
| SA-03  | Эль-Мадина               | провинция |
| SA-09  | Джизан                   | провинция |
| SA-10  | Наджран                  | провинция |
| SA-01  | Эр-Рияд                  | провинция |
| SA-08  | Эль-Худуд эш-Шамалийя    | провинция |

## Геокоды пограничных Саудовской Аравии государств
- Иордания — ISO 3166-2:JO (на севере),
- Ирак — ISO 3166-2:IQ (на севере),
- Кувейт — ISO 3166-2:KW (на севере),
- Катар — ISO 3166-2:QA (на востоке),
- Объединённые Арабские Эмираты — ISO 3166-2:AE (на востоке),
- Оман — ISO 3166-2:OM (на юго-востоке),
- Йемен — ISO 3166-2:YE (на юге).